# Tim Smolders
Tim Smolders (Geel, 26 agosto 1980) è un allenatore di calcio ed ex calciatore belga di ruolo centrocampista.

## Carriera
Dopo 6 stagioni nel Bruges in cui è stato utilizzato perlopiù come rimpiazzo, si è trasferito nei Paesi Bassi nel Roosendaal nel luglio 2004.
Ha firmato con il Charleroi il 18 maggio 2006.
Dopo due stagioni e mezzo su buoni livelli ha firmato per il Gent in data 9 dicembre 2008. Il trasferimento è divenuto effettivo il 1º gennaio 2009.
Dotato di un buon tiro, il 6 agosto 2009 ha segnato il gol della bandiera nel 7-1 subito dalla Roma in Europa League.

## Palmarès
- Supercoppa del Belgio: 3

Club Bruges: 1998, 2002, 2003
- Coppa del Belgio: 2

Club Bruges: 2001-2002, 2003-2004
- Campionato belga: 1

Club Bruges: 2002-2003